# Точиский, Юзеф

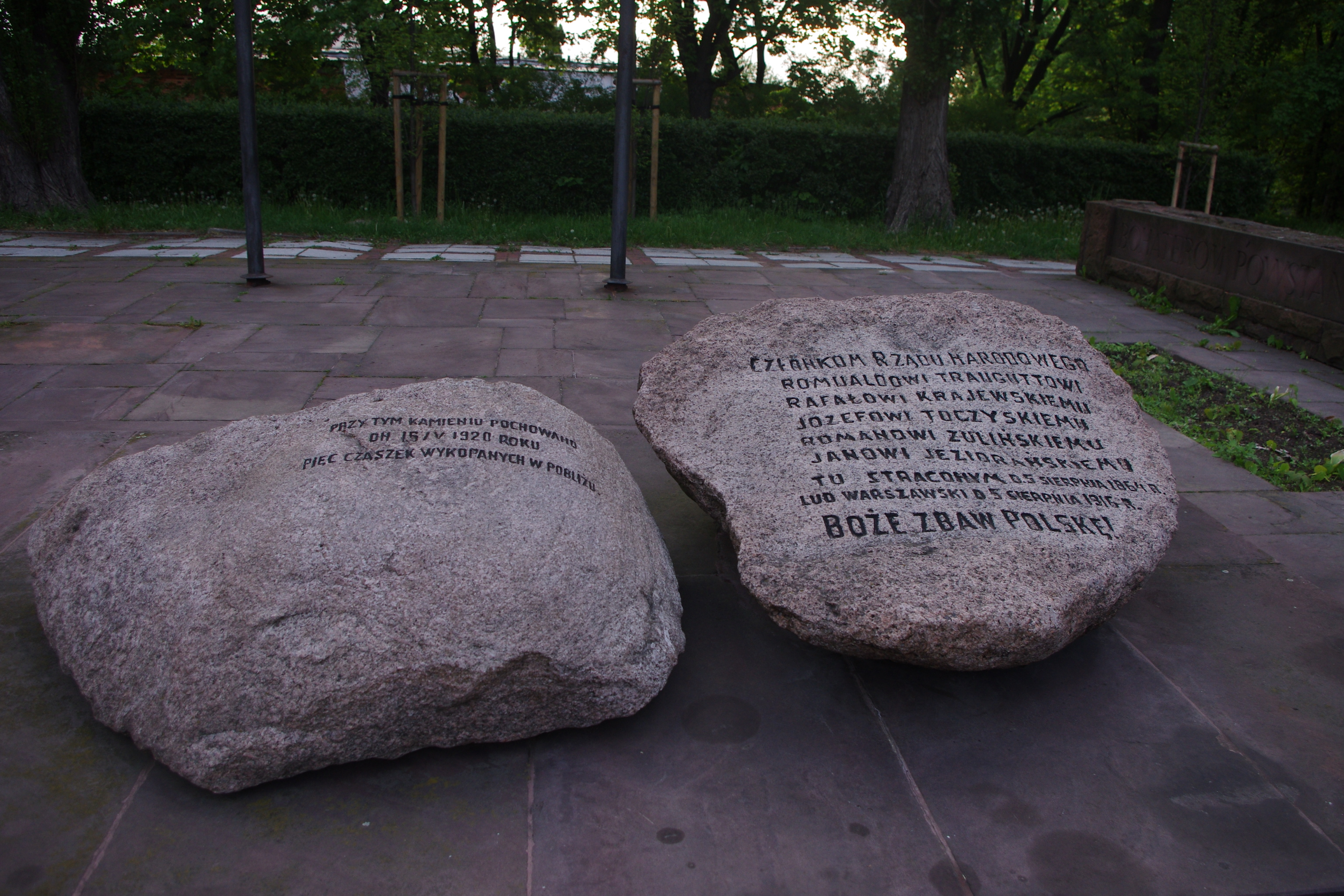
Символический мемориальный камень казненным членам Национального польского правительства в парке им. Траугутта в Варшаве

Юзеф Точиский (пол. Józef Toczyski, (ок. 1826 — 5 августа 1864, Варшава) — польский революционер, активист патриотического движения, член Жонда народового (Национального польского правительства) во время польского восстания (1863).

## Биография
По профессии — бухгалтер. Работал в сельскохозяйственном обществе, занимавшемся скупкой помещичьих земель.
В 1846 года был арестован за подпольную революционную деятельность и приговорен к 10 годам каторжных работ. В 1848 году сослан в Сибирь в арестантские роты, вернулся на родину в 1857 году.
Во время польского январского восстания (1863—1864) был главным кассиром в Министерстве финансов, позже во время диктатуры Р. Траугутта возглавил финансовый департамент Национального польского правительства.
29 января 1864 года был арестован. Находился в заключении под судом в X павильоне Варшавской цитадели. Приговорён к смертной казни через повешение, и повешен вместе с другими членами польского Национального правительства: Ромуальдом Траугуттом, Романом Жулиньским, Рафалом Краевским и Яном Езёранским.